# Harold Tower
Harold W. Tower, ameriški veslač, * 17. julij 1911, † 12. avgust 1994.
Tower je leta 1932 na Poletnih olimpijskih igrah v Los Angelesu veslal v osmercu, ki so ga sestavljali študenti Univerze Berkeley. Ameriški čoln je osvojil zlato medaljo. 
Leta 1969 so bili člani tega osmerca sprejeti v ameriški veslaški hram slavnih. 